# Prosopocera simillima
Prosopocera simillima là một loài bọ cánh cứng trong họ Cerambycidae.